# 基青根县
基青根县（德語：Landkreis Kitzingen）是德国巴伐利亚州的一个县，隶属于下弗兰肯行政区，首府基青根。

## 華語譯名
由於兩岸對於德國行政區「Landkreis」翻譯的不同，台灣稱為「基青根郡」；中國大陸稱為「基青根县」。

## 地理
基青根县位于维尔茨堡以东，北面与施韦因富特县，东面与班贝格县，东南面和南面与艾施河畔诺伊施塔特-巴特温茨海姆县，西面与维尔茨堡县相邻。